# Argus As 411
L'Argus As 411 était un moteur d'avion du constructeur allemand Argus Motoren pendant la Seconde Guerre mondiale. Il s'agissait d'un V12 inversé refroidi par air, évolution de l'Argus As 410.

## Conception
L'augmentation de la puissance de 25 % était obtenue grâce à une pression de suralimentation plus élevée et à une augmentation de la vitesse de rotation du moteur. Cela permit d'augmenter la puissance jusqu'à 600 ch. Pour dissiper le surplus de chaleur engendré par ces modifications, il reçut de nouvelles ailettes de refroidissement des cylindres, conçues pour accélérer l'air de refroidissement lorsqu'il passait au travers. Cela permit d'augmenter la capacité de refroidissement tout en conservant une résistance aérodynamique identique. L'augmentation de la pression de suralimentation fut obtenue par une modification du compresseur.
En outre, les moteurs As-410/411 n'étaient contrôlés que par une unique manette (contrairement aux autres modèles existants de l'époque). Le moteur était en effet maintenu en permanence dans sa plage de fonctionnement optimale grâce à un calage de l'allumage et une gestion de la pression de suralimentation automatiques. Le calage du pas d'hélice était aussi équipé d'un système automatique. Ainsi conçu, l'ensemble soulageait considérablement la charge de travail du pilote à bord de l'avion.
Après la Seconde Guerre mondiale, le moteur fut assemblé à plus de 3 000 exemplaires par Renault, et plus tard par SNECMA jusque dans les années 1960. Le moteur développe alors jusqu'à 625 chevaux au décollage.

## Versions
- As 411 : Version améliorée et plus puissante de l'Argus As 410 ;Argus As 411A au Deutsches Museum München.

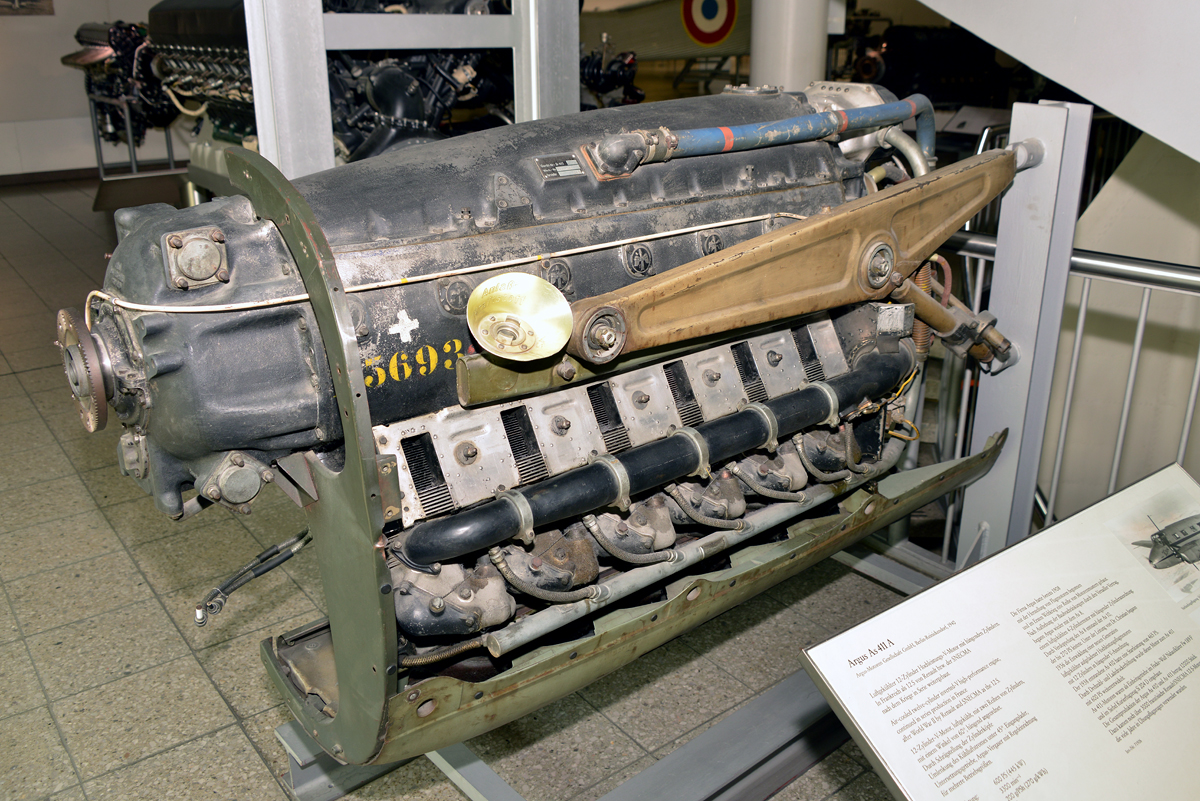
Argus As 411A au Deutsches Museum München.

- Renault 12S : Désignation en France de l'As 411 après la Seconde Guerre mondiale ;
- SNECMA 12S : (ou SNECMA Renault 12S) Désignation après la création de la SNECMA ;
- SNECMA 12T : (ou SNECMA Renault 12T) Version améliorée du 12S, avec de nouveaux pistons et cylindres et un système d'injection modifié.

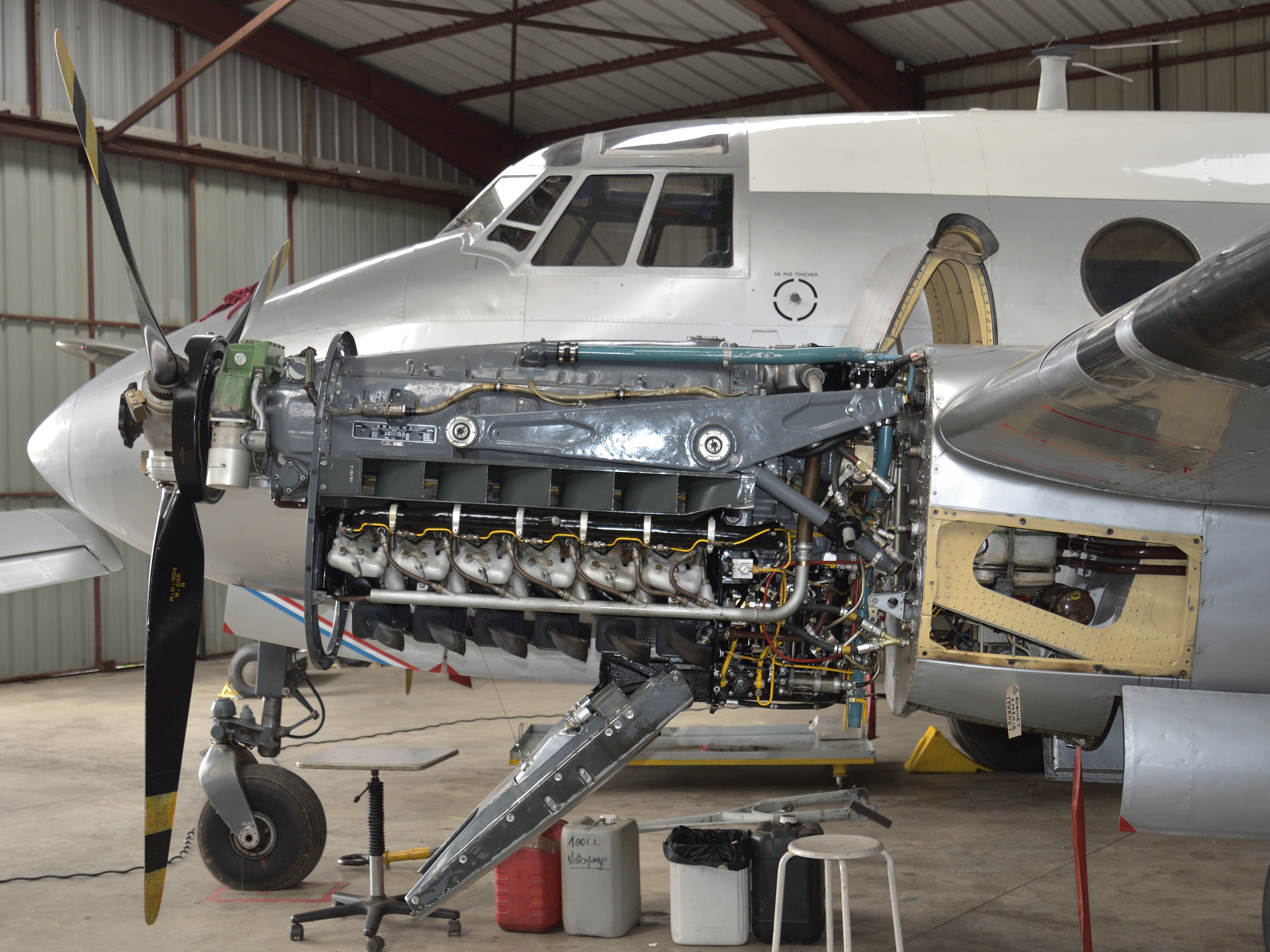
Moteur Renault SNECMA 12T - Ailes Anciennes de Corbas

## Utilisation
- Arado Ar 96
- Breguet 892 Mercure (4 × 12S)
- Dassault Flamant (2 × 12S)
- Focke-Wulf Fw 189
- Pilatus P-2
- Siebel Si 204
- SNCAC NC.2001
- SNCASO SO.93